# Чемпионат СССР по гандболу среди мужчин
Чемпионат СССР по гандболу среди мужских команд проводился с 1956 по 1991 год, в сезоне-1991/92 проходил под названием «Открытый чемпионат СНГ». Организацией соревнований занималась Всесоюзная секция ручного мяча (с 1959 года — Федерация ручного мяча СССР).

## Чемпионаты по гандболу 11×11
Первые шесть чемпионатов прошли по правилам гандбола 11×11. С 1962 года в связи с тем, что во многих странах Европы к тому времени игра на большом поле окончательно утратила свои позиции, было принято решение об упразднении чемпионатов СССР по гандболу 11×11 и начале проведения чемпионатов по гандболу 7×7.
| Год  | 1-е место            | 2-е место          | 3-е место                             |
| ---- | -------------------- | ------------------ | ------------------------------------- |
| 1956 | Московская область   | Львов              | Рига                                  |
| 1957 | «Буревестник» (Киев) | СКИФ (Москва)      | Московская область                    |
| 1958 | ОСК (Одесса)         | Московская область | Институт им. В. И. Ленина (Ленинград) |
| 1959 | СКИФ (Львов)         | МАИ (Москва)       | «Труд» (Москва)                       |
| 1960 | МАИ (Москва)         | СКИФ (Москва)      | «Труд» (Серпухов)                     |
| 1961 | «Труд» (Москва)      | МАИ (Москва)       | СКА (Ленинград)                       |

## Чемпионаты по гандболу 7×7
Всего был проведено 30 чемпионатов СССР, в сезоне-1991/92 был сыгран Открытый чемпионат СНГ. Призёрами первенств становились команды из 9 городов Советского Союза, чемпионское звание выигрывали 8 разных клубов.

### Призёры
| Год                    | 1-е место               | 2-е место               | 3-е место                 |
| ---------------------- | ----------------------- | ----------------------- | ------------------------- |
| 1962                   | «Буревестник» (Тбилиси) | Команда Тирасполя       | «Атлетас» (Каунас)        |
| 1963                   | «Атлетас» (Каунас)      | ЗАС (Запорожье)         | «Буревестник» (Тбилиси)   |
| 1964                   | «Буревестник» (Тбилиси) | ЗАС (Запорожье)         | «Кунцево» (Москва)        |
| 1965                   | МАИ (Москва)            | «Буревестник» (Тбилиси) | ЗАС (Запорожье)           |
| 1966                   | «Кунцево» (Москва)      | «Буревестник» (Тбилиси) | «Жальгирис» (Каунас)      |
| 1967                   | «Кунцево» (Москва)      | «Буревестник» (Тбилиси) | «Даугава» (Рига)          |
| 1968                   | МАИ (Москва)            | «Кунцево» (Москва)      | ЗАС (Запорожье)           |
| 1969                   | «Кунцево» (Москва)      | МАИ (Москва)            | «Университет» (Краснодар) |
| 1970                   | МАИ (Москва)            | «Кунцево» (Москва)      | «Университет» (Краснодар) |
| 1971                   | МАИ (Москва)            | ЗМетИ (Запорожье)       | «Университет» (Краснодар) |
| 1972                   | МАИ (Москва)            | «Кунцево» (Москва)      | ЗМетИ (Запорожье)         |
| 1973                   | ЦСКА (Москва)           | МАИ (Москва)            | «Кунцево» (Москва)        |
| 1974                   | МАИ (Москва)            | ЦСКА (Москва)           | ЗМетИ (Запорожье)         |
| 1975                   | МАИ (Москва)            | ЦСКА (Москва)           | ЗМетИ (Запорожье)         |
| 1976                   | ЦСКА (Москва)           | МАИ (Москва)            | «Кунцево» (Москва)        |
| 1977                   | ЦСКА (Москва)           | МАИ (Москва)            | «Буревестник» (Тбилиси)   |
| 1978                   | ЦСКА (Москва)           | МАИ (Москва)            | «Кунцево» (Москва)        |
| 1979                   | ЦСКА (Москва)           | МАИ (Москва)            | «Гранитас» (Каунас)       |
| 1979/1980              | ЦСКА (Москва)           | МАИ (Москва)            | «Буревестник» (Тбилиси)   |
| 1980/1981              | СКА (Минск)             | «Гранитас» (Каунас)     | «Буревестник» (Тбилиси)   |
| 1981/1982              | ЦСКА (Москва)           | СКА (Минск)             | ЗИИ (Запорожье)           |
| 1982/1983              | ЦСКА (Москва)           | СКА (Минск)             | ЗИИ (Запорожье)           |
| 1983/1984              | СКА (Минск)             | ЦСКА (Москва)           | ЗИИ (Запорожье)           |
| 1984/1985              | СКА (Минск)             | «Гранитас» (Каунас)     | ЦСКА (Москва)             |
| 1985/1986              | СКА (Минск)             | ЦСКА (Москва)           | «Гранитас» (Каунас)       |
| 1986/1987              | ЦСКА (Москва)           | СКА (Минск)             | МАИ (Москва)              |
| 1987/1988              | СКА (Минск)             | ЦСКА (Москва)           | СКИФ (Краснодар)          |
| 1988/1989              | СКА (Минск)             | «Динамо» (Астрахань)    | СКИФ (Краснодар)          |
| 1989/1990              | «Динамо» (Астрахань)    | СКА (Минск)             | СКИФ (Краснодар)          |
| 1990/1991              | СКИФ (Краснодар)        | «Динамо» (Астрахань)    | СКА (Минск)               |
| Открытый чемпионат СНГ |                         |                         |                           |
| 1991/1992              | СКИФ (Краснодар)        | СКА (Минск)             | «Динамо» (Астрахань)      |

### Медальная таблица
| Клуб                     | Med 1.png | Med 2.png | Med 3.png |
| ------------------------ | --------- | --------- | --------- |
| ЦСКА (Москва)            | 9         | 5         | 1         |
| МАИ (Москва)             | 7         | 7         | 1         |
| СКА (Минск)              | 6         | 5         | 1         |
| «Кунцево» (Москва)       | 3         | 3         | 4         |
| «Буревестник» (Тбилиси)  | 2         | 3         | 4         |
| СКИФ (Краснодар)         | 2         | 0         | 6         |
| «Гранитас» (Каунас)      | 1         | 2         | 4         |
| «Динамо» (Астрахань)     | 1         | 2         | 1         |
| ЗАС (Запорожье)          | 0         | 2         | 2         |
| ЗИИ (Запорожье)          | 0         | 1         | 6         |
| Команда города Тирасполя | 0         | 1         | 0         |
| «Даугава» (Рига)         | 0         | 0         | 1         |